# Země Slovenská
Země Slovenská byla samosprávná země na území Československa mezi roky 1928–1938. V roce 1938 země dostala autonomii, kterou držela až do roku 1939, kdy se Slovenská země odtrhla od zbytku Československého státu. Zemský úřad nadále existoval do roku 1940, kdy byl Slovenským státem zrušen.

## Poválečné zmatky na Slovensku a vznik Slovenské země
Po vzniku Československa se představitelé čerstvě nezávislého Maďarska (z jejichž pohledu bylo Uhersko a Maďarsko stejným státem) snažili zabránit realizaci odpadnutí jakýchkoliv území od maďarského státu a vyslali vojenské jednotky i na území dnešního Slovenska, které se pro sebe snažili uhájit představitelé Československa, čímž započala Maďarsko-československá válka. Za účasti maďarské Rudé armády byla 11. prosince 1918 vyhlášena v Košicích a Prešově Slovenská ľudová republika, která proklamovala nezávislost na Praze, samostatný východoslovenský národ nazvaný Slovjaci a úzké spojenectví s Maďarskem (tzv. Uhroslovjactvo). Orgánem s nejvyšší mocí byla Východoslovenská národná rada. Tato republika však zanikla po anexi československou armádou. Podobným způsobem vznikla i zanikla Slovenská republika rad, která byla zcela závislá na Maďarské republice rad. Válku nakonec vyhrálo Československo spolu s dalšími zeměmi.
Po uklidnění zmatků z války vznikla nová ústava. Ta předpokládala dělení Československa na župy místo zemí. Župní zákon měl vstoupit v platnost v roce 1923, ale kvůli protestu v Čechách (obavy československých nacionalistů z převahy Němců v některých župách) i na Moravě (oprávněné obavy z podřízenosti vůči Praze) došlo k ustanovení žup pouze na Slovensku. V roce 1927 se schválil zákon o Organisaci politické správy, který zavedl namísto žup 4 země: Českou, Moravskoslezskou, Slovenskou a Podkarpatskoruskou. Definitivně tím byla opuštěna myšlenka župního zřízení. Stanovená východní hranice Slovenska však představovala až do zániku tzv. druhé republiky v roce 1939, zdroj trvalého napětí s představiteli Rusínů, požadujících připojení severovýchodu Slovenska k Podkarpatské Rusi. Tento rusínský požadavek byl odůvodněný početnou rusínskou menšinou obývající severovýchod Slovenska. Slovenská strana argumentovala tím, že tato oblast je etnicky smíšená a dávala též najevo obavy, že, v případě začlenění těchto částí Slovenska k Podkarpatské Rusi, by se zde žijící Slováci mohli sami jednou ocitnout na území jiného státu, přičemž události z roku 1945 (kdy byla Podkarpatská Rus odstoupena Sovětskému Svazu) jejich obavy potvrdily.

## Autonomie a nezávislost
Počátkem 30. let začaly na Slovensku sílit autonomistické snahy, které představovala Hlinkova slovenská ľudová strana. Autonomii země dostala až v roce 1938, kdy už bylo jasné, že stát nebude dlouho existovat. Do sněmu Slovenské krajiny získala naprostou většinu Hlinkova strana. Mezitím však ve straně zesílily separatistické tendence. Ty byly podporovány Adolfem Hitlerem. Nad Slovenskem bylo ze strany Česko-Slovenska vyhlášeno stanné právo, veškerou moc přebrala armáda. Hitler řekl představitelům HSĽS, že pokud nevyhlásí nezávislost, čeká je okupace stejně jako zemi Českou a Moravskoslezskou a zároveň jim v druhém případě garantoval samostatnost. Tiso kontaktoval prezidenta Háchu, aby na 14. března svolal zasedání sněmu. Ten přijal zákon o nezávislosti Slovenského státu. O několik hodin později se trhla i Podkarpatská Rus. O den později přišla okupace zbytku státu. Sněm Slovenskej krajiny se přeměnil v parlament Slovenské republiky. Zemský úřad dále bez větších pravomocí fungoval až do roku 1940, kdy byl státem zrušen. V roce 1943 vznikla před Slovenským národním povstáním tzv. Slovenská národní rada, jako protifašistický odbojářský orgán. Ten byl po válce zpětně uznán Československou republikou. Na Slovensku měl zákonodárnou moc. Její působnost pak upravil speciální zákon O Slovenských národních orgánech. Status země však obnoven nebyl.